# Vlora Beđeti
Vlora Beđeti (Celje, Yugoslavia, 22 de octubre de 1991) es una deportista eslovena que compitió en judo.
Ganó una medalla de bronce en el Campeonato Mundial de Judo de 2013 y una medalla de bronce en el Campeonato Europeo de Judo de 2010. En los Juegos Europeos de Bakú 2015 consiguió una medalla de bronce en la prueba por equipo.

## Palmarés internacional
| Campeonato Mundial | Campeonato Mundial      | Campeonato Mundial | Campeonato Mundial |
| Año                | Lugar                   | Medalla            | Categoría          |
| ------------------ | ----------------------- | ------------------ | ------------------ |
| 2013               | Río de Janeiro (Brasil) | Medalla de bronce  | –57 kg             |
| Juegos Europeos    |                         |                    |                    |
| Año                | Lugar                   | Medalla            | Categoría          |
| 2015               | Bakú (Azerbaiyán)       | Medalla de bronce  | Equipo             |
| Campeonato Europeo |                         |                    |                    |
| Año                | Lugar                   | Medalla            | Categoría          |
| 2010               | Viena (Austria)         | Medalla de bronce  | –63 kg             |